# Джийн Крейн
Джинн Крейн (на английски: Jeanne Crain) е американска актриса. 

## Биография
Родена е в малък калифорнийски град и прекарва детството си в Лос Анджелис, където баща ѝ е учител. Участва в театрални постановки в училищния театър. След дипломирането си влиза в Калифорнийския университет, където започва да учи драматично изкуство.
През 1943 г., на 18-годишна възраст, актрисата дебютира във филма „Цялата банда е тук“. Успехът идва година по-късно, след роля във филма „Дом в Индиана“. През 1946 г. се омъжва за актьора Пол Брукс, от когото впоследствие ражда седем деца. През 1949 г. Крейн участва в три успешни филма: „Писмо до три съпруги“, „Почитателят“ и „Пинки“, последният от които ѝ носи номинация за Оскар за най-добра женска роля. Крейн продължава да играе във филми и по телевизията до 1972 г., след което завършва кариерата си на актриса.
Умира през декември 2003 г. от инфаркт, два месеца след смъртта на съпруга си.

## Избрана филмография
| година | филм                       | оригинално заглавие        | роля              | режисьор        |
| ------ | -------------------------- | -------------------------- | ----------------- | --------------- |
| 1955   | Човек без пътеводна звезда | Man Without a Star         | Ред Боуман        | Кинг Видор      |
| 1961   | Нефертити, кралица на Нил  | Nefertiti, regina del Nilo | Тенет / Нефертити | Фернандо Черкио |